# Live at the Paramount (Nirvana)
Live at the Paramount è un album dal vivo del gruppo grunge Nirvana, pubblicato postumo nel 2011.

## Descrizione
Questo video documenta l'esibizione del gruppo al Paramount Theatre di Seattle il 31 ottobre del 1991. È presente anche nell'edizione Deluxe Super box-set dei vent'anni della pubblicazione di Nevermind.
Solo l'edizione DVD contenuta nella Super Deluxe contiene una sezione Bonus con tutti i videoclip ufficiali della band legati all'album Nevermind, inoltre sempre solo nella Nevermind Super Deluxe è presente il live in formato CD; ma in tutte le versioni video sono presenti due tracce nascoste registrate l'8 marzo 1991 al Commodore Ballroom di Vancouver.
Le performance di About a Girl, Polly, Breed e Endless Nameless vennero originariamente incluse nel video Live! Tonight! Sold Out!! del 1994, l'audio di Negative Creep apparve nell'album dal vivo From the Muddy Banks of the Wishkah del 1996, mentre la versione dal vivo di Jesus Doesn't Want Me for a Sunbeam apparve in origine nel DVD del box-set With the Lights Out, uscito nel 2004.

## Tracce
1. Jesus Doesn't Want Me for a Sunbeam – 3:30
2. Aneurysm – 4:50
3. Drain You – 3:47
4. School – 2:52
5. Floyd the Barber – 2:27
6. Smells Like Teen Spirit – 4:46
7. About a Girl – 3:13
8. Polly – 3:04
9. Breed – 3:11
10. Sliver – 2:11
11. Love Buzz – 3:34
12. Lithium – 4:38
13. Been a Son – 2:16
14. Negative Creep – 2:44
15. On a Plain – 3:04
16. Blew – 4:09
17. Rape Me – 3:00
18. Territorial Pissings – 2:56
19. Endless, Nameless – 6:25

Contenuti Speciali
- Easter Eggs - Concerto 8 marzo 1991 al Commodore Ballroom - Vancouver.

1. Territorial Pissing
2. Breed

- Bonus - Videoclip ufficiali disponibili solo nel DVD incluso nella versione SuperDeluxe di Nevermind - 20th Anniversary Edition.

1. Smells Like Teen Spirit
2. Come As You Are
3. Lithium
4. In Bloom